# Shannonbridge
Shannonbridge is een plaats in het Ierse graafschap Offaly.